# Talmeca dubiosa
Talmeca dubiosa är en fjärilsart som beskrevs av Paul Dognin 1923. Talmeca dubiosa ingår i släktet Talmeca och familjen tandspinnare. Inga underarter finns listade i Catalogue of Life.